# Referèndum belarús de 1995
El 14 de maig de 1995 es va dur a terme un referèndum de quatre preguntes a Belarús al mateix temps que les eleccions al Parlament. Les quatre qüestions plantejades eren sobre la possibilitat de donar al rus el mateix estat que el belarús, si adoptar nous símbols nacionals, si hi hauria d'haver integració econòmica amb Rússia i si aprovar canvis a la constitució del país. Els quatre punts van ser aprovats amb més del 75% dels vots a favor cadascun; la participació fou del 64,8%.

## Context
El president Aleksandr Lukaixenko havia intentat dur a terme un referèndum similar sobre els símbols nacionals el 1993, però no va aconseguir el suport parlamentari necessari. Dos mesos abans del referèndum del maig de 1995, Lukaixenko va proposar un nou disseny per la bandera que consistia en dues petites franges verdes i una franja ampla vermella. No se sap què se'n feu d'aquesta proposta, però durant els dies posteriors van sorgir més idees que es van sotmetre a votació.

L'escut d'armes antic (Pahónia)
L'escut proposat

L'antiga bandera
La bandera proposada

L'11 d'abril de 1995 el parlament va considerar les preguntes pel referèndum: va aprovar la data però, pel que fa a les preguntes, només va aprovar la referent a la integració econòmica amb Rússia. Lukaixenko va declarar que no canviaria la seva decisió, que tiraria el referèndum endavant i que acceptaria tota la responsabilitat. Dinou membres parlamentaris del Front Popular Belarús, entre ells Zyanon Paznyak i Piatro Sadoǔski, van decidir dur a terme una vaga de fam dins l'edifici per protestar contra la decisió del president d'organitzar el referèndum tot i la decisió contrària del Parlament. Van ser desallotjats per l'OMON. Els parlamentaris van denunciar les forces especials, però no van aconseguir cap resolució favorable.
Es va nomenar una comissió conciliatòria per resoldre el conflicte entre el president i el Parlament, que finalment fallà a favor de Lukaixenko.

## Resultats

### Estat de l'idioma rus
| « | Està d'acord en assignar al rus el mateix estat legal que el belarús? | » |

| Opció                 | Vots      | %    |
| --------------------- | --------- | ---- |
| A favor               | 4.017.273 | 86,8 |
| En contra             | 613.516   | 13,2 |
| Invàlid/blanc Vots    | 192.693   | –    |
| Total                 | 4.823.482 | 100  |
| Font: Nohlen & Stöver |           |      |

### Integració econòmica amb Rússia
| « | Dona suport a les accions del President encaminades a la integració econòmica amb Rússia? | » |

| Opció                 | Vots      | %    |
| --------------------- | --------- | ---- |
| A favor               | 3.622.851 | 78,6 |
| En contra             | 988.839   | 21,4 |
| Invàlid/blanc Vots    | 211.792   | –    |
| Total                 | 4.823.482 | 100  |
| Font: Nohlen & Stöver |           |      |

### Símbols nacionals
| « | Dona suport a la suggerència sobre la introducció de la nova bandera i el nou escut de la República de Belarús? | » |

| Opció                 | Vots      | %    |
| --------------------- | --------- | ---- |
| A favor               | 4.020.001 | 87,0 |
| En contra             | 602.144   | 13,0 |
| Invàlid/blanc Vots    | 201.337   | –    |
| Total                 | 4.823.482 | 100  |
| Font: Nohlen & Stöver |           |      |

### Dissolució del Parlament
| « | Està d'acord amb la necessitat d'introduir canvis a la Constitució de la República de Belarús, els quals atorguen la potestat de concloure prematurament els poders plenaris del Soviet Suprem pel President de la República de Belarús en cas de violació flagrant o sistemàtica de la Constitució? | » |

| Opció                 | Vots      | %    |
| --------------------- | --------- | ---- |
| A favor               | 3.749.266 | 81,4 |
| En contra             | 857.485   | 18,6 |
| Invàlid/blanc Vots    | 216.731   | –    |
| Total                 | 4.823.482 | 100  |
| Font: Nohlen & Stöver |           |      |

## Reaccions

### Crítiques de l'oposició
L'oposició qüestionà la validesa del referèndum. Segons Siarhei Navumchyk, exparlamentari del país, el referèndum va ser il·legal, per la qual cosa els seus resultats no tenen validesa legal. A part de les seves crítiques, l'oposició també qüestionà l'organització del referèndum.

### Reacció internacional
La Duma Estatal russa va emetre un comunicat donant suport als resultats oficials del referèndum que igualaven el rus al belarús al país.